# 察忽剌
察忽剌（蒙古语轉寫：Čaqula，羅馬化：Chāqūla，見《史集》）是成吉思汗弟弟哈赤温的孙子，按赤台的儿子，蒙古帝国皇族成员。

## 生平
《史集·也速该把阿秃儿纪》记载，按赤台死后，其子察忽剌继承了哈赤温家族的宗主之位。按赤台的去世时间及察忽剌的继位时间均无明确记载，据推测蒙哥汗即位前后可能发生了宗主更迭。
1251年（辛亥年）蒙哥即位后，计划发动由弟弟忽必烈统帅的征讨东亚和三弟旭烈兀统帅的征讨西亚，察忽剌作为哈赤温家族宗主参与其中。忽必烈首先率军进攻大理国，察忽剌与儿子也只里随军出征。
征服大理后，忽必烈命副将兀良合台留守治理，自己暂返蒙古本土。但蒙哥汗对忽必烈的不满，一度将其罢免，决定亲自率军攻打南宋。《史集》记载，此时察忽剌代表哈赤温家族，在塔察儿率领的左翼军中列名。蒙哥汗亲征后，兀良合台率云南驻军经安南攻南宋，察忽剌父子则率领东方诸王军队从白蛮进军。由此推断，他们隶属于兀良合台的云南留守部队，从南线配合蒙哥的攻势。另有观点认为，蒙哥死后忽必烈冒险救援兀良合台军，其目的之一是通过营救察忽剌所率的东方诸王军，争取东道三王族的支持。
察忽剌的卒年不详，但蒙哥死后的拖雷家族内战中，哈赤温家族宗主已非察忽剌，推测其可能与蒙哥汗前后去世。

## 子孙
关于哈赤温家族的谱系，《元史》与《集史》记载差异较大：
- 《集史》称察忽剌之子“忽剌忽儿”（Ūqlāqūr，اوقلاقور）继位；
- 《元史》则记载察忽剌之弟为“忽列虎儿王”，其子为济南王也只里。

据《元史》记载，忽列虎儿（忽剌忽儿）于中统元年（1260年）出席开平忽里台大会，与窝阔台家族的合丹、察合台家族的阿只吉、斡赤斤家族的塔察儿、合撒儿家族的也松格、别勒古台家族的爪都等一同拥戴忽必烈。但他继承宗主的具体时间与过程不详，其卒年亦无记载，至元二十年（1283年）前后，新宗主已由勝納哈儿担任。